# 純愛マリオネット
「純愛マリオネット」は、桃井はるこの24枚目のシングル。アニマックス放映『アニカル部！』主題歌。tokyo torikoレーベルで2017年6月7日に発売された。販売は、ユニバーサル ミュージック。
帯文句は「変わらないコト、変わるコト、変われないコト　ただ、いつでも君が主人公だ」。

## 概要
「アニメカルチャーの素晴らしさを発信していく部活動！」をコンセプトに、アニソン・声優・ダンス・聖地巡礼などを紹介していくTV番組「アニカル部！」顧問就任を契機に、その冒頭主題歌として作曲したもので、タイムボカン24でマリア・テレジアを演じたことから着想した。「シャキッとしたい時、イケイケになりたい時に聴いてね！」と言うとおり、ハードロックのギターとシャウトに萌えソングの合いの手が絡まり、王朝時代のフランス社交界のパーティーを思わせる賑やかな曲になっている。
B面のどばとは、時代とともに変わっていく街への懐古と愛着を平和の象徴としての鳩、その中でも身近な土鳩の姿や戯れの中に見出し歌い上げたもの。
ジャケットは、アニカル部顧問としての姿を表した版（POCS-1590）と、マリア・テレジアを題材としてドレスと剣を構えた（POCS-1591）の二種類が用意された。この内、後者は秋葉原 武装商店の協力によるもので、桃井の構える長身のサーベルは「帝政ロシア1913聖ゲオルギウス金装飾サーベル」である。

## 収録曲
1. 純愛マリオネット
  - 作曲・作詞：桃井はるこ 編曲：Haraddy
2. どばと
  - 作曲・作詞：桃井はるこ 編曲：Haraddy
3. 純愛マリオネット（Off vocal ver.）
4. どばと（Off vocal ver.）

## 解説
純愛マリオネット
マリー・アントワネットは今で言うオタクではないか、そして「現在のオタクといわれる界隈はDesireと快楽に満ちていて連日連夜パーティ、華やかでまるで社交界」という、当時の社交界と隆盛するオタク文化を重ね合わせている。
どばと
m.m.m.ファンミーティング2017で披露され、2017年5月22日放送の「愛民のLove melody」（FM草津）で初めてオンエアされた。